# NGC 5647
NGC 5647 је спирална галаксија у сазвежђу Волар која се налази на NGC листи објеката дубоког неба.
Деклинација објекта је + 11° 52' 38" а ректасцензија 14h 30m 36,0s. Привидна величина (магнитуда) објекта NGC 5647 износи 14,2 а фотографска магнитуда 15,1. NGC 5647 је још познат и под ознакама UGC 9329, MCG 2-37-17, CGCG 75-58, NPM1G +12.0393, PGC 51843.